# Шепельський Олександр Владиславович
Шепельський Олександр Владиславович — радянський і український організатор кіновиробництва.

## Біографічні відомості
Народився 30 травня 1938 р. Закінчив факультет економіки та кінематографії Київського інституту народного господарства (1968). 
Працює на Київській кіностудії ім. О. П. Довженка.
Нагороджений медалями. Член Національної спілки кінематографістів України.

## Фільмографія
Директор кінокартин:
- «Циган» (1966)
- «Назвіть ураган „Марією“» (1970)
- «Секретар парткому» (1970)
- «Людина в прохідному дворі» (1971)
- «Віра, Надія, Любов» (1972)
- «Таємниця партизанської землянки» (1974)
- «Прості турботи» (1975)
- «Миргород та його мешканці» (1983, у співавт.)
- «Поруч з вами» (1986)
- «Небилиці про Івана» (1989) та ін.